# Карманова, Екатерина Петровна
Екатери́на Петро́вна Карма́нова (25 декабря 1922, Петроград — 5 октября 2019, Санкт-Петербург) — советский и российский учёный, специалист в области генетики крупного рогатого скота.
Е. П. Карманова родилась 25 декабря 1922 года в Ленинграде. В 1950 году окончила биологический факультет Ленинградского государственного университета по специальности «Генетика». В 1953 году защитила диссертацию на соискание учёной степени кандидата сельскохозяйственных наук на тему «Влияние дополнительного спаривания или осеменения на эмбриональное и постэмбриональное развитие животных».
В 1953 году Е. П. Карманова была приглашена в Петрозаводский государственный университет, где организовала кафедру зоотехнии, которую возглавляла в течение двух десятилетий (1954—1962, 1977—1986). В 1974 году в Ленинградском сельскохозяйственном институте защитила докторскую диссертацию «Генетические параметры молочной продуктивности и белково-углеводного обмена у крупного рогатого скота Карелии». С 1976 года — профессор. В 1993 году удостоена почётного звания заслуженного деятеля науки Российской Федерации. До 2005 года преподавала в ПетрГУ генетику и разведение животных.
Профессор Е. П. Карманова вела племенную работу по разведению молочных коров, резистентных к маститу. Она считается основателем Карельской научной школы генетики и селекции молочного скота. Автор 7 монографий, более ста научных работ. В соавторстве с преподавателями кафедры издан «Краткий справочник зоотехника-селекционера» (1984), учебное пособие для студентов зооветеринарных вузов России «Повышение воспроизводительной способности молочных коров» (2003). Учебное пособие «Практикум по генетике» (Е. П. Карманова, А. Е. Болгов, В. И. Митютько) 2018 года, выдержавшее несколько изданий, создано на основе методических разработок Екатерины Петровны.
В 2022 году, к столетию со дня рождения Е. П. Кармановой, Институт биологии, экологии и агротехнологий ПетрГУ провёл научно-практическую конференцию «Селекционные и технологические факторы развития агропромышленного комплекса с учётом региональных особенностей». В 2023 году на кафедре зоотехнии, рыбоводства, агрономии и землеустройства ПетрГУ была открыта мемориальная доска в память Е. П. Кармановой.